# Меленки
Меленки (на руски: Меленки) е град в Русия, административен център на Меленковски район, Владимирска област. Населението на града към 1 януари 2018 година е 13 789 души.